# Blanca d'Anglesola
Blanca d'Anglesola   ( - 26 de març de 1328) va ser abadessa de Santa Maria de Vallbona de les Monges de 1294 a 1328. Va impulsar l'entrada del monestir als nous corrents culturals, artístics i religiosos de l'incipient humanisme de principis del segle xiv.

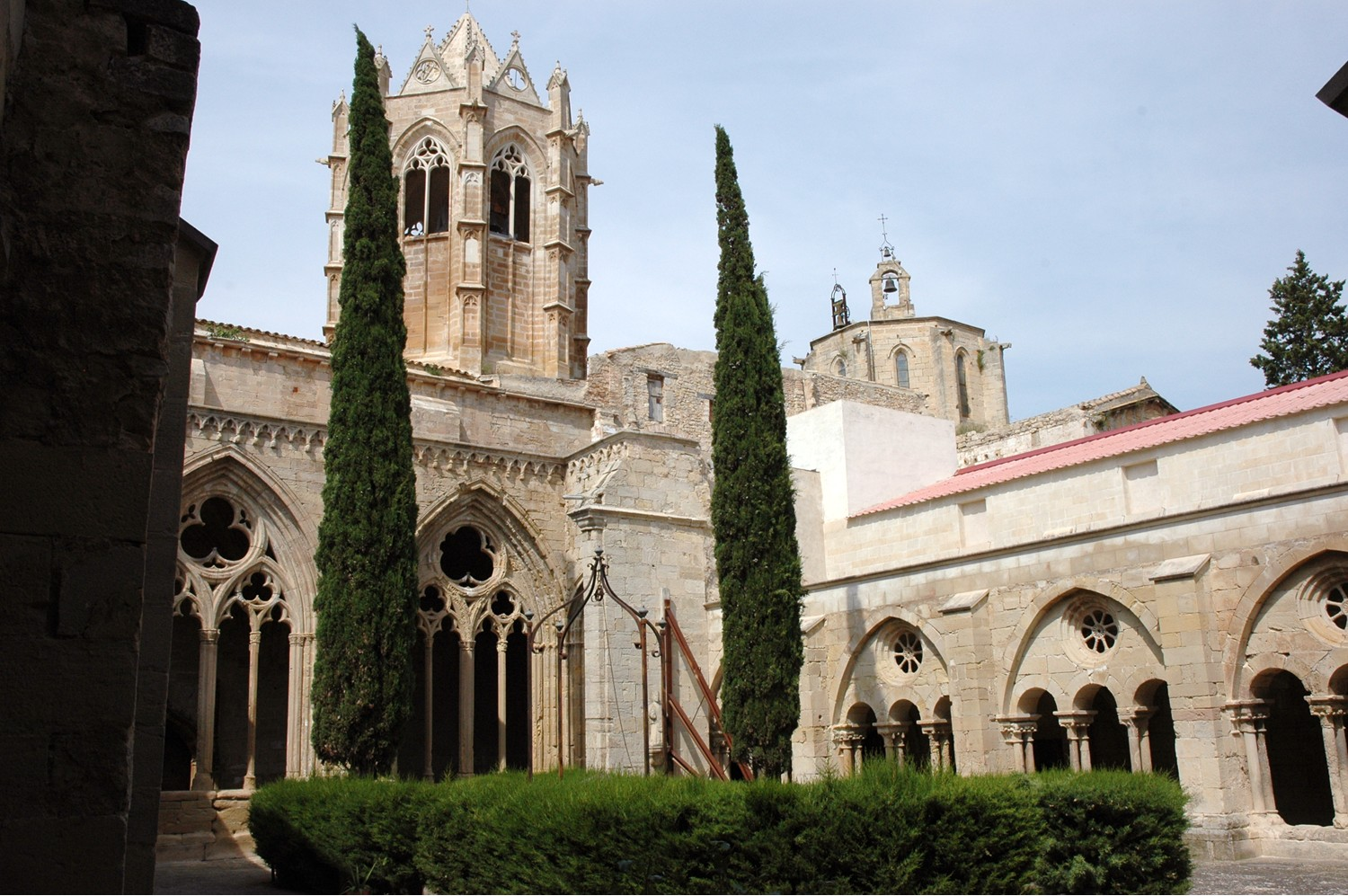
Claustre de Santa Maria de Vallbona

Forma part de la nissaga fundada per Berenguer Gombau d'Anglesola, que va donar cinc abadesses a Vallbona que van dominar el període gòtic i van intervenir en l'acabament del temple, amb la construcció de l'altar de Corpus Christi, de la portalada de la Sala Capitular i de la nau. Les altres foren Eliarda d'Anglesola, Berenguera d'Anglesola i de Pinós, Sibil·la d'Anglesola i Surena d'Anglesola.
Blanca d'Anglesola fou assistida en el govern del monestir per Berenguera de Manlleu com a priora, Geralda de Pomar, sots-priora, i Guillema de Lacera, com a cellerera. Un any abans de morir, el càrrecs de priora i sots-priora recaigueren en Eldiarda d'Anglesola i Elisenda de Copons.
Durant els anys que va estar al capdavant del monestir cistercenc va escriure l'anomenat Còdex de Blanca d'Anglesola, que es pot datar entre 1308 i 1312. Desaparegut durant la Guerra Civil Espanyola, se'n conserva la còpia que en va fer Jaume Pasqual en el Llibre Verd. Per escriure el Còdex va haver d'investigar la història del monestir i el nom de les seves antecessores. Va proveir la biblioteca de llibres litúrgics i tingué cura dels documents de l'arxiu. De manera pionera, va deixar escrit un directori espiritual.
La fórmula de les obediències és igual que la que s'observa a Las Huelgas de Burgos i les abadesses la practicaven immediatament després de la seva elecció o benedicció.